# Abacetus bechynei
Abacetus bechynei es una especie de escarabajo terrestre de la familia Carabidae.  Fue descrita por Straneo en 1956